# Huracan
Huracan (nume alternative: Hurakan, Harakan ori Jurakan) în limba mayașă Jun Raqan (Un Picior) era un zeu mayaș al vântului, furtunii, focului și una din zeitățile care a participat la toate încercările de creare a umanității.  
De asemenea, el a provocat marele Potop după ce a doua generație de oameni a înfuriat zeii. Se presupune că trăiește în ceață și vânt, deasupra apelor și a provocat în mod repetat inundații până când pământul a ieșit din mare. 